# Iosif Csaba Pál

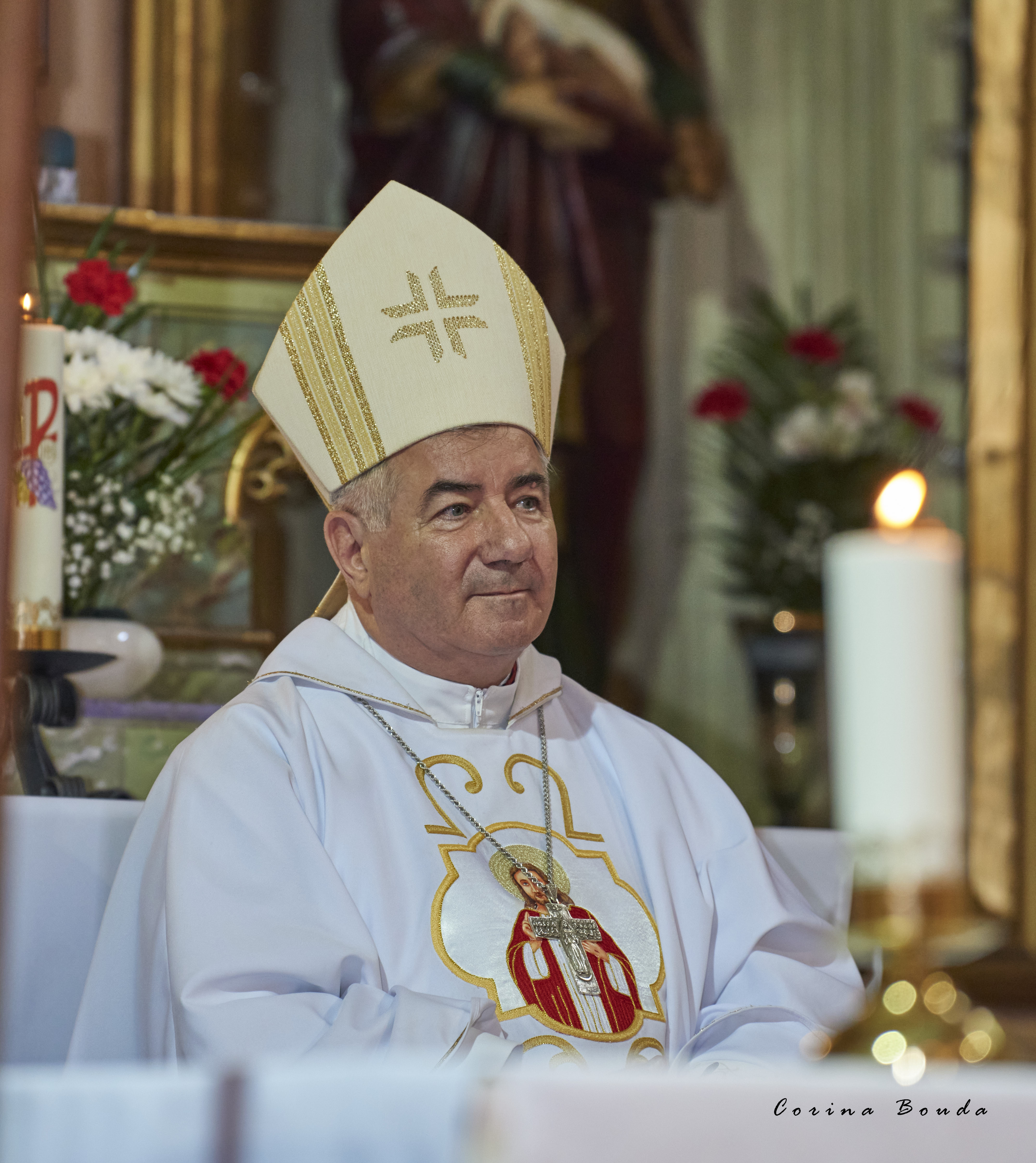
Episcop Iosif Csaba Pál/József Csaba Pál

Iosif Csaba Pál (n. 3 decembrie 1955, Șoimeni, România) este un cleric romano-catolic din România, din anul 2018 episcop romano-catolic de Timișoara.

## Biografie

### Tinerețea și educația
Iosif Csaba Pál s-a născut la 3 decembrie 1955 în localitatea Frumoasa, situată în Ținutul Secuiesc, însă locul său de origine este satul vecin, Șoimeni-Ciuc. Încă din copilărie, Pál a manifestat o înclinație profundă spre spiritualitate și slujire. Drumul său către preoție a fost conturat de mai multe experiențe-cheie și persoane care i-au influențat profund dezvoltarea spirituală.
Ca elev, a frecventat sanctuarul de la Șumuleu Ciuc (Csíksomlyó), unde l-a întâlnit pe un călugăr franciscan a cărui viață și exemplu i-au lăsat o impresie de durată. Spiritul plin de bucurie, devotamentul față de slujire și stilul de viață umil al călugărului au rezonat cu tânărul Pál, determinându-l să reflecteze asupra sensului profund al unei vieți împlinite. Această întâlnire a fost un moment declanșator pentru contemplarea unei vieți dedicate lui Dumnezeu și comunității.
În clasa a șasea, a trăit un moment decisiv în timpul unei predici care i-a trezit teama de a se abate de la voia divină. Mesajul despre cât de ușor se poate îndepărta cineva de calea dreptății l-a făcut să ia în considerare vocația preoțească ca un mod de a rămâne aproape de Dumnezeu și de a-și ancora viața în valorile creștine. Această chemare spirituală i-a fost întărită prin rugăciuni personale și reflecții tăcute. Momentele de liniște petrecute în biserică, în special rugăciunile adresate Fecioarei Maria, au consolidat și mai mult această înclinație. Toate aceste trăiri au dus la convingerea profundă că menirea lui este legată de slujirea religioasă.
Prin aceste experiențe formative, tinerețea lui Iosif Csaba Pál s-a caracterizat prin introspecție, căutare spirituală și un angajament autentic față de credință și slujire — elemente care au constituit fundamentul misiunii sale în cadrul Bisericii Romano-Catolice.
A absolvit liceul în Alba Iulia, unde a urmat și cursurile Institutului Teologic și ale seminarului romano-catolic.

### Activitatea pastorală
După finalizarea studiilor, a fost hirotonit preot la 21 iunie 1981 de către episcopul Antal Jakab. Ulterior, a activat timp de patru ani ca vicar parohial la Biserica Sfântul Ioan Botezătorul din Târgu Mureș, în Transilvania.
Din 1985, slujește în cadrul Diecezei de Timișoara. Episcopul Sebastian Kräuter l-a numit paroh la Bacova, Buziaș și Nițchidorf. În 1987, a fost chemat să păstorească Biserica Maria Zăpezii din Reșița, unde a rămas timp de trei decenii. Ulterior, a fost numit decan și arhidiacon al Banatului Montan și a primit titlul onorific de canonic în cadrul Capitlului Catedralei, sub titulatura de Canonicus Carolinus Senior.
Din 1994, este redactor responsabil al revistei diecezane lunare „Vita Catholica Banatus”. În 2010, pentru contribuția sa la viața spirituală și ecumenism, a primit titlul de Cetățean de Onoare al județului Caraș-Severin.
Un moment important în parcursul său ecleziastic a avut loc în anul 2000, când a fost încardinat oficial în Dieceza de Timișoara, marcând începutul unei perioade deosebit de rodnice în cadrul acestei eparhii. Această schimbare a reprezentat un nou capitol în slujirea sa pastorală, aducându-și experiența și dăruirea în slujba credincioșilor din regiunea Timișoara.

## Episcop romano-catolic de Timișoara
În mai 2018 papa Francisc l-a numit pe preotul Pál în funcția de episcop al Diecezei de Timișoara. Consacrarea episcopală a avut loc în data de 6 august 2018 în Catedrala Sfântul Gheorghe din Timișoara.

### Ceremonia de consacrare

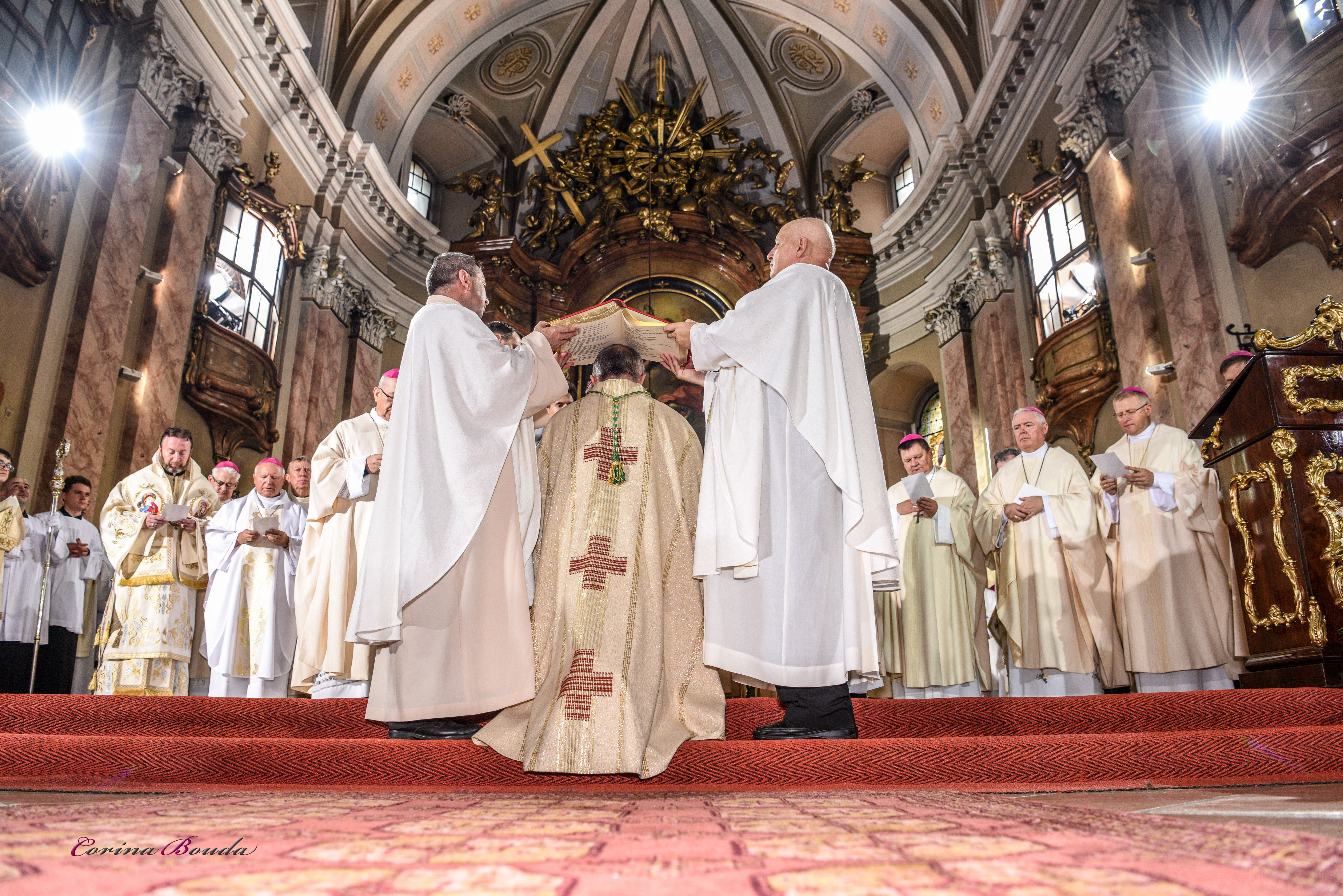
Ceremonia de consacrare a episcopului Iosif Csaba Pál, în prezența clerului.

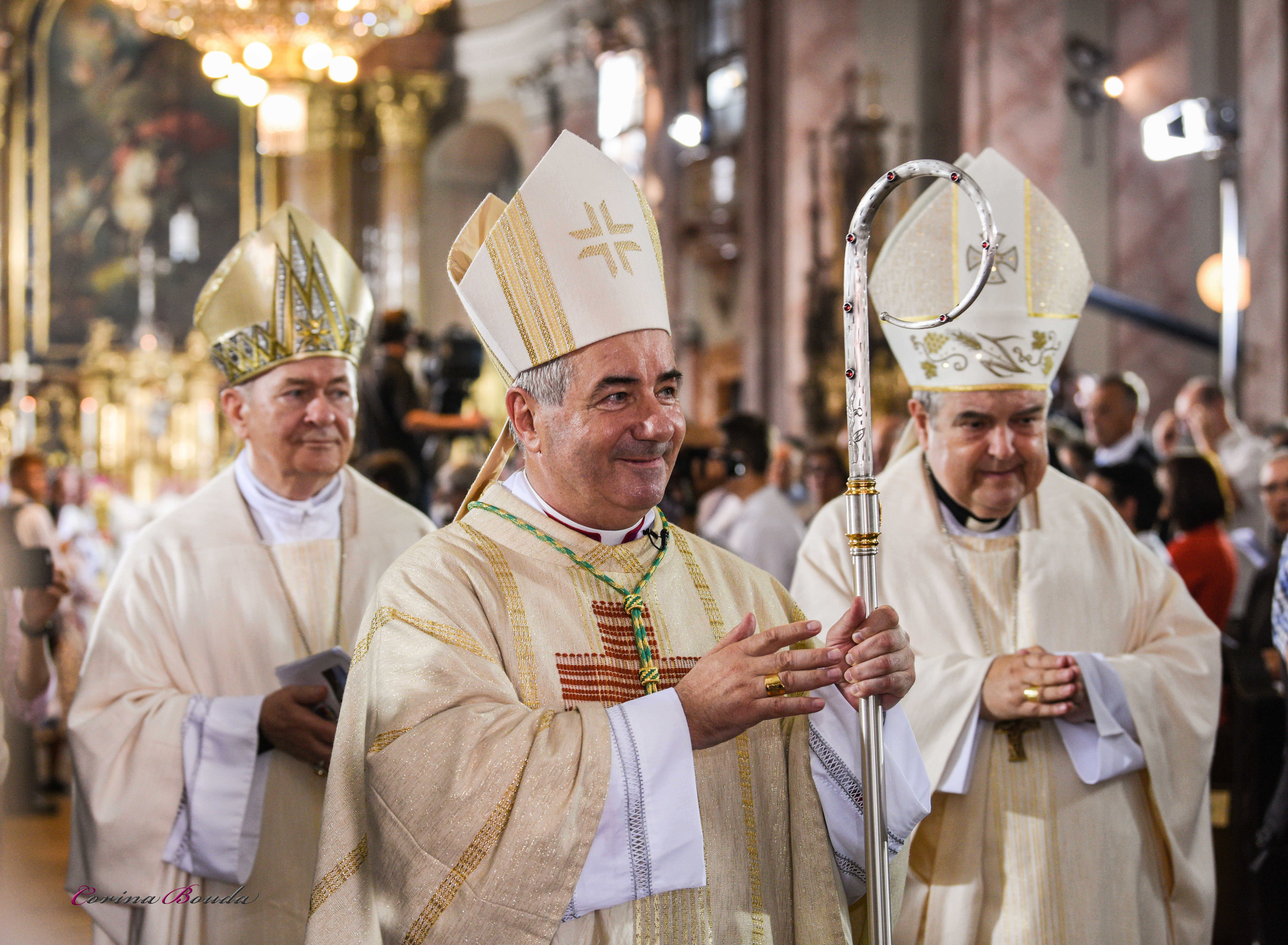
Episcopul Iosif Csaba Pál ținând toiagul pastoral în timpul unei procesiuni religioase.

În impunătoarea și semnificativa din punct de vedere arhitectural și istoric Catedrala Sfântul Gheorghe din Timișoara, o adunare de credință și tradiție s-a reunit în data de 6 august, o zi aleasă pentru dubla ei însemnătate: Schimbarea la Față a Domnului și aniversarea așezării pietrei de temelie a catedralei în anul 1736, locașul care găzduia acum acest eveniment deosebit. Consacrarea lui Iosif Csaba Pál ca nou episcop al Diecezei de Timișoara a fost o ceremonie plină de solemnitate și patrimoniu eclezial, oficiată de episcopul emerit Martin Roos. Cei nouăsprezece ani de păstorire ai acestuia s-au încheiat prin transmiterea toiagului pastoral, un gest profund simbolic, marcând continuitatea slujirii. Prezența unor înalți prelați, precum György Jakubinyi, arhiepiscop și mitropolit de București, arhiepiscopul de Alba Iulia, precum și a monseniorului Miguel Maury Buendía, Nunțiu Apostolic în România și în Republica Moldova, a subliniat importanța momentului. Ceremonia a fost marcată de ritualurile tradiționale și profund simbolice ale hirotonirii episcopale: punerea mâinilor, oferirea inelului, a mitrei și a toiagului pastoral – fiecare reprezentând responsabilitățile sacre și parcursul spiritual care îl aștepta pe episcopul Pál.
Evenimentul a depășit granițele regionale, reunind o adunare diversă de aproape patruzeci de episcopi din diferite rituri și confesiuni – un adevărat simbol al spiritului ecumenic ce a caracterizat ceremonia. Aproape două sute de preoți din Ungaria, Germania, Serbia, Croația, Ucraina, Republica Moldova și România au fost prezenți, reflectând impactul extins al diecezei și legăturile ei spirituale sub păstorirea noului episcop. Participarea episcopului Antun Škvorčević, alături de arhiepiscopul Đuro Hranić și episcopul Vjekoslav Huzjak, a îmbogățit și mai mult contextul cultural și spiritual al evenimentului. În discursul său inaugural, episcopul Pál a subliniat cu emoție esența devizei sale episcopale. El a reflectat asupra unității în diversitate, importanței slujirii în spiritul și sufletul lui Iisus Hristos, precum și a angajamentului de a cultiva o relație profundă cu divinul și cu comunitatea ce i-a fost încredințată. Hirotonirea nu a reprezentat doar o realizare personală pentru episcopul Pál, ci și o reafirmare colectivă a credinței, moștenirii și angajamentului durabil față de slujirea spirituală și conducerea eclezială, atât în cadrul diecezei, cât și în întreaga comunitate catolică.